# Strzelanina w szkole w Red Lake
Strzelanina w szkole w Red Lake – strzelanina, do której doszło 21 marca 2005 w liceum w miejscowości Red Lake w stanie Minnesota w Stanach Zjednoczonych. Sprawcą był 16-letni uczeń tej szkoły Jeffrey Weise. W strzelaninie zginęło 10 osób, a 7 zostało rannych.

## Przebieg
Napastnik przed dokonaniem strzelaniny w szkole zabił w domu swojego 58-letniego dziadka i jego 32-letnią partnerkę. Zbrodni tych dokonał przy użyciu pistoletu Ruger MK II, który miał w posiadaniu od ponad roku. Po dokonaniu pierwszych dwóch zabójstw, wziął kamizelkę kuloodporną swojego dziadka, który był oficerem miejscowej policji, oraz jego pistolet i strzelbę. Weise wsiadł do policyjnego pojazdu swojego dziadka i pojechał do liceum Red Lake Senior High School do którego uczęszczał.
Weise czekał na parkingu szkoły przez kilka chwil, po czym wysiadł z pojazdu i strzelił do stojącego przed szkołą strażnika, zabijając go na miejscu. Inny strażnik zdołał uciec Weise'owi nie doznając obrażeń. Później okazało się, że obaj strażnicy byli nieuzbrojeni i nie mogli stawić czoła napastnikowi. Weise wszedł do szkoły i udał się do klasy, w której odbywała się lekcja języka angielskiego. W tej klasie zastrzelił trzech uczniów i nauczycielkę. Podczas strzelaniny jeden z uczniów rzucił się na napastnika z ołówkiem lekko raniąc go w brzuch, ale chwilę później został przez niego postrzelony w twarz i doznał krytycznych obrażeń, ale przeżył. W trakcie ataku Weise spytał się jednej z uczennic czy wierzy w Boga, co stanowiło oczywiste nawiązanie do słynnej wymiany zdań między jednym ze sprawców i niedoszłą ofiarą masakry w Columbine High School.
Weise po dokonaniu masakry w klasie, wyszedł z niej i strzelił do czterech uczniów znajdujących się przy głównym wejściu do szkoły, zabijając dwóch z nich i raniąc dwóch kolejnych. Chwilę później pod szkołę przyjechała policja. Weise zaczął strzelać do policjantów, a ci również odpowiedzieli ogniem. W pewnym momencie jeden z policjantów postrzelił Weise'a w brzuch i prawe ramię. Sprawca wycofał się do wnętrza szkoły, wszedł do pustej klasy i popełnił samobójstwo, strzelając sobie ze strzelby w szyję. 
Strzelanina w szkole trwała około 9 minut. W czasie całego ataku Weise wystrzelił 59 razy. W masakrze zginęło 10 osób, a 7 zostało rannych.

## Ofiary strzelaniny[4]
1. Derrick Brun (28 lat)
2. Dewayne Lewis (15 lat)
3. Chase Lussier (15 lat)
4. Daryl Lussier Sr. (58 lat)
5. Neva Rogers (62 lata)
6. Chanelle Rosebear (15 lat)
7. Michelle Sigana (32 lata)
8. Thurlene Stillday (15 lat)
9. Jeffrey Weise (16 lat)
10. Alicia White (14 lat)

## Sprawca
Sprawcą strzelaniny był 16-letni Jeffrey James Weise (ur. 8 sierpnia 1988 w Minneapolis). Był on uczniem liceum w Red Lake, w którym dokonał masakry, ale w momencie strzelaniny miał nauczanie domowe. Weise był prześladowany w swojej szkole ze względu na odmienne zainteresowania. Kiedy był nieco młodszy często dopuszczał się wagarowania, żeby uniknąć bycia prześladowanym i z tego powodu miał również problemy dyscyplinarne w szkole.
Weise miał duże problemy rodzinne – urodził się jako nieślubne dziecko 17-letniej Joanne Weise i 21-letniego Daryla Lussiera Jr, jego matka rozeszła się z ojcem i znęcała się nad dzieckiem, gdy Jeffrey Weise miał kilka lat, ponadto zapoznawała się też z mężczyznami, którzy także znęcali się nad kilkuletnim wtedy Weise'm. W 1997 roku ojciec Weise'a popełnił samobójstwo, a dwa lata później jego matka doznała ciężkich obrażeń w wypadku samochodowym. Wychowywaniem Weise'a zajął się jego dziadek Daryl Lussier Sr., który mieszkał ze swoją 32-letnią partnerką Michelle Siganą. Weise miał najprawdopodobniej dobre relacje z dziadkiem i jego partnerką.
Weise podjął w maju i czerwcu 2004 roku dwie próby samobójcze. Po tych zdarzeniach przepisano mu antydepresant Prozac. Używanie tego leku w terapii depresji u osób nieletnich i u młodzieży już wtedy wzbudzała duże kontrowersje, gdyż kilka lat wcześniej okazało się, że zażywał go Eric Harris – jeden ze sprawców masakry w Columbine High School. Masakra w Columbine była ponadto jednym z zainteresowań Weise'a, czego dał znak w czasie masakry, pytając się ofiary o jej wiarę w podobny sposób jak Dylan Klebold zapytał jedną z niedoszłych ofiar o imieniu Valeen Schnurr podczas masakry w Columbine, ponadto w internecie pisał o chęci popełnienia strzelaniny 20 kwietnia, w rocznicę masakry w Columbine, oglądał także filmy o strzelaninach szkolnych. Weise miał poglądy skrajnie prawicowe – w internecie wyrażał się z podziwem o Adolfie Hitlerze i nazizmie, swoje poglądy wyrażał na forum jednej z neonazistowskich amerykańskich partii politycznych.